# Старі Калтаси
Старі Калтаси́ (рос. Старые Калтасы, башк. Иҫке Ҡалтасы) — присілок у складі Калтасинського району Башкортостану, Росія. Входить до складу Калтасинської сільської ради.
Населення — 518 осіб (2010; 616 у 2002).
Національний склад:
- марійці — 68 %